# Peter Ivers
Peter Scott Ivers (Illinois, 20 september 1946 – Los Angeles, 3 maart 1986) was een Amerikaanse mondharmonicaspeler, componist, songwriter en dj. Hij was de gastheer van de experimentele muziektelevisieshow New Wave Theater. Ondanks dat Ivers nooit mainstream succes heeft behaald, heeft biograaf Josh Frank hem beschreven als zijnde verbonden door een tweede graad aan elk groot evenement in de popcultuur van de afgelopen 30 jaar.
Ivers' primaire instrument was de mondharmonica en tijdens een concert in 1968 noemde Muddy Waters hem de grootste mondharmonicaspeler ter wereld. Ivers werd begin jaren 1970 gecontracteerd door Van Dyke Parks en Lenny Waronker voor een contract van $100.000 als soloartiest bij Warner Bros. Records. Zijn albums Terminal Love en Peter Ivers waren commerciële flops, maar zouden uiteindelijk in hoog aanzien komen te staan bij muziekjournalisten. Hij maakte zijn live-debuut opening voor The New York Dolls en zou concertaffiches delen met bekende acts als Fleetwood Mac en John Cale.
Ivers scoorde de film Eraserhead van David Lynch uit 1977 en droeg ook zowel songwriting als zang bij aan het stuk In Heaven. Later in zijn carrière schreef hij liedjes die werden opgenomen door Diana Ross en The Pointer Sisters. Ivers werd in 1983 vermoord onder mysterieuze omstandigheden en de misdaad blijft onopgelost. Na de publicatie van een biografie over Ivers uit 2008, heropende de LAPD het onderzoek naar zijn dood.

## Biografie
Peter Ivers werd geboren in Illinois op 20 september 1946 en bracht de eerste twee jaar van zijn leven door in Chicago. Zijn moeder Merle Rose was huisvrouw, zijn vader Jordan Rose was arts en werd ziek door longkanker toen Peter twee jaar oud was. Kort nadat Jordan was gediagnosticeerd, verhuisde het gezin naar Arizona in een poging hem te helpen herstellen. Zijn gezondheid ging echter achteruit en Jordan overleed in 1949.
Merle hertrouwde snel met Paul Isenstein, een zakenman uit de regio Boston. Ze gaf niet om zijn achternaam en koos de achternaam Ivers uit het telefoonboek als haar nieuwe achternaam (Paul nam deze ook aan, in een poging haar genegenheid te winnen). Merle was een vrije geest en liefhebbende moeder, die de jonge Peter aan een breed scala aan muziek blootstelde.
Vanaf ongeveer 4-jarige leeftijd groeide Peter op in Brookline (Massachusetts), een buitenwijk van Boston. Hij bezocht de Roxbury Latin School en vervolgens de Harvard University, met als hoofdvak klassieke talen, maar koos voor een carrière in de muziek. Hij begon mondharmonica te spelen met de in Boston gevestigde band Street Choir. Hij begon aan een solocarrière in 1969 met de Epic Records publicatie van zijn debuut Knight of the Blue Communion (ook met de jazzdiva Yolande Bavan uit Sri Lanka).
In 1971 verving Ivers Yolande door Asha Puthli op Take It Out On Me, zijn tweede album voor Epic. De single van dit tweede album, een cover van het Marvin Gaye nummer Ain't That Peculiar, ondersteund door Ivers' origineel Clarence O' Day, werd uitgebracht en kwam kort in de Top 100 Singles Billboard hitlijsten, maar het album werd opgeschort door Epic en zag pas eindelijk het daglicht in 2009. Vervolgens tekende Peter bij Warner Bros. Records, waar hij nog twee albums opnam.
In 1971 en 1972 presenteerden WNET en WGBH-TV Jesus, A Passion Play for Americans, een toneelstuk geproduceerd door Timothy Mayer. De muziek en de teksten waren afkomstig van Knight of the Blue Communion. Andere belangrijke rollen werden gespeeld door Andreas Teuber, Asha Puthli, Steve Kaplan en Laura Esterman. Het werk werd uitgezonden als onderdeel van de WNET-serie American Playhouse. Als een rock-hervertelling van het verhaal van Jezus, was het werk een voorloper van bekende voorbeelden van dat genre, zoals Godspell en Jesus Christ Superstar.
In 1975 schreef Ivers de tekst van enkele composities in de film Threshold: The Blue Angels Experience met zang. Dit waren Dawn: Eagle Call/The World Is Golden Too, Noon: Rise Up Call/Wings/Blues Anthem en Night: Night Angels/She Won't Let Go. Ze werden allemaal gezongen door Jim Connor.
In 1976 werd Ivers door David Lynch gevraagd om een nummer te schrijven voor zijn film Eraserhead. Ivers schreef In Heaven (The Lady in the Radiator Song), wat de meest bekende compositie uit de film werd. Hij scoorde ook met de Ron Howard film Grand Theft Auto het volgende jaar. In 1979 scoorde hij de vijfde aflevering van het eerste seizoen van B.J. and the Bear
In 1977 produceerde Ivers het synthpop/disco-album Victory in Rock City voor Roderick Falconer.
Ivers' beste vriend was Harvard klasgenoot Douglas Kenney, oprichter van de National Lampoon. Ivers speelde Beautiful Dreamer op de mondharmonica op de begrafenis van Kenney. Ivers was ook een goede vriend van komiek John Belushi, die hem eveneens voorging in de dood.
In 1981 produceerde Ivers de ep Circus Mort met Swans frontman Michael Gira en avant-garde drummer Jonathan Kane. Ook in 1981 werd Ivers aangesproken door David Jove om New Wave Theatre te presenteren bij de tv-zender KSCI uit Los Angeles, die onregelmatig werd vertoond als onderdeel van het weekendprogramma Night Flight bij het prille USA Network. Het programma was een hectische kakofonie van muziek, theater en komedie, onder de hoede van Ivers met zijn manische presentatie. Met behulp van een filmmethode die bekend staat als "live opgenomen", was de show de eerste kans voor veel alternatieve muzikanten om landelijke bekendheid te krijgen. Bekende bands die in de show verschenen, waren onder meer The Angry Samoans, Dead Kennedys, 45 Grave, Fear, Suburban Lawns en The Plugz.
Ook in 1981 had Ivers commercieel succes met het schrijven van het nummer Can't We Fall in Love Again? met John Lewis Parker, dat een r&b-top 10-hit werd voor Phyllis Hyman. Ivers vormde een songwriting-team met Franne Golde en verschillende van hun composities werden opgepikt door succesvolle artiesten, zoals Little Boy Sweet, opgenomen door The Pointer Sisters, All We Really Need opgenomen door Marty Balin, Let's Go Up opgenomen door Diana Ross en Louisiana Sunday Afternoon en Give Me Your Heart Tonight, beide opgenomen door Kimiko Kasai. Ivers verscheen ook in de film Jekyll and Hyde ... Together Again (1982) met zijn lied Wham It en had de andere compositie Light Up My Body in de soundtrack.
In 1983 trad hij op bij de Antilles Records publicatie Swingrass '83.

## Privéleven en overlijden
Ivers had jarenlang een relatie met filmdirecteur Lucy Fisher. Fisher zou later vice-president worden bij Warner Bros., waar zij toezicht hield op films als Men in Black en Jerry Maguire.
Op 3 maart 1983 werd Peter Ivers doodgeknuppeld gevonden met een hamer in zijn zolderappartement in Los Angeles. De moordenaar is nooit geïdentificeerd.
In de uren na zijn dood slaagden de LAPD-agenten, die naar het huis van Ivers waren gestuurd, er niet in om de plaats van handeling veilig te stellen, waardoor veel van Ivers' vrienden en kennissen door de zolder konden lopen. De plaats van handeling was besmeurd en agenten lieten David Jove zelfs vertrekken met de met bloed bevlekte dekens van Ivers' bed. Harold Ramis werd kort beschouwd als verdachte van de moord (vanwege Ivers' nauwe relatie met Harolds vrouw Ann), maar werd snel vrijgesproken nadat hij in staat was om een alibi vast te stellen.
Verschillende vrienden van Ivers vertelden biograaf Josh Frank dat ze een vermoeden hadden van David Jove, met wie de muzikant een soms omstreden relatie had. Harold Ramis merkte op: Toen ik David een beetje beter leerde kennen, stapelde het zich gewoon op, alle aanwijzingen en bewijzen lieten me gewoon denken dat hij tot alles in staat was. Ik kon niet met zekerheid zeggen dat hij iets had gedaan, maar van alle mensen die ik kende, was hij de enige persoon die ik niet kon uitsluiten. " Derf Scratch van de band Fear en verschillende andere leden van het punk- en new wave-circuit in Los Angeles hebben echter de onschuld van Jove verdedigd.
Ongeveer vijf weken na de moord betaalde Lucy Fisher de privédetective David Charbonneau om de misdaad te onderzoeken. Charbonneau interviewde een aantal mensen die Ivers kenden, maar door het mislukte eerste onderzoek, gebrek aan bewijs en gebrek aan getuigen liep het hernieuwde onderzoek op niets uit. Peter Ivers werd 36 jaar.

## Nalatenschap
Kort na de dood van Ivers hielp Lucy Fisher bij het opzetten van het Peter Ivers Visiting Artist Program aan Harvard ter nagedachtenis van de artiest.
Josh Frank en Charlie Buckholtz schreven een boek over het leven, de kunst en de mysterieuze dood van Ivers, In Heaven Everything Is Fine: The Unsolved Life of Peter Ivers and the Lost History of New Wave Theatre, uitgegeven door Simon & Schuster in 2008. Op basis van nieuwe informatie die tijdens het maken van het boek werd ontdekt, heropende de afdeling cold case van het Los Angeles Police Department hun onderzoek naar de dood van Ivers.
In 2013 noemde The Guardian Terminal Love in hun serie 101 vreemdste albums op Spotify. De krant merkte op dat 30 jaar later Ivers' excentrieke neigingen volkomen eigentijds klinken. Diezelfde arrangementen die in 1974 zo onaangenaam leken, voelen nu rijk en comfortabel aan en door het verstrijken van de tijd is Terminal Love een heerlijke hipster geworden. In een stuk uit 2010 voor NME, vermeldde Danger Mouse Terminal Love als een van zijn favoriete onderschatte records.

## Discografie
- 1969: Knight of the Blue Communion (Epic Records)
- 1971, 2009: Take It Out on Me (opgenomen voor Epic; uitgebracht door Wounded Bird Records)
- 1974: Terminal Love (Warner Bros. Records)
- 1976: Peter Ivers (Warner Bros. Records; ook bekend als Peter Peter Ivers)
- 1985: Nirvana Peter (Warner Bros. Records; compilatie van eerdere Warner-opnamen met bonustracks)
- 2008: The Untold Stories (K2B2 Records)
- 2019: Becoming Peter Ivers (RVNG Intl.)

### Andere optredens
- 1974: John Klemmer – Magic and Movement (Impulse!)
- 1983: Buellgrass – Big Night at Ojai (K2B2 Records); uitgebracht op cd als Buellgrass – Across the Tracks